# Hooligans (Dennis)
Hooligans è un singolo del cantautore italiano Dennis, pubblicato il 28 febbraio 2025.

## Descrizione
Il brano è scritto dallo stesso cantautore con Gianmarco Grande, in arte GNRD (il quale ha anche curato la produzione), e Walter Ferrari.

## Video musicale
Il video musicale, diretto da Francesco C. Drazza, è stato pubblicato in concomitanza all'uscita del brano attraverso il canale YouTube del cantautore.

## Tracce
Testi e musiche di Dennis Rizzi, Gianmarco Grande e Walter Ferrari.
1. Hooligans – 3:02